# ㆄ
ㆄ(가벼운피읖, 경피읖, 여린피읖, 순경음피읖)은 한글 낱자 ㅍ과 ㅇ을 쌓아 놓은 것이며 ㅍ의 순경음으로, ㅍ보다 가볍게 소리내란 뜻이다.

## 외래어 표기에서의 사용
본래 삼십육자모의 부모(敷母)에 대응하는 낱자였으며, 1948년 제정된 외래어 표기법인 들온말 적는 법에서는 five의 예시처럼 [f] 발음을 표기하는 데에 쓰였다.

## 코드 값
| 종류                  | 종류           | 글자   | 유니코드 | HTML     |
| --------------------- | -------------- | ------ | -------- | -------- |
| 한글 호환 자모        | 한글 호환 자모 | ㆄ     | U+3184   | &#12676; |
| 한글 자모 영역        | 첫소리         | ᅗᅠ     | U+1157   | &#4439;  |
| 한글 자모 영역        | 끝소리         | ᅟᅠᇴ     | U+11F4   | &#4596;  |
| 한양 사용자 정의 영역 | 첫소리         |     | U+F7FB   | &#63483; |
| 한양 사용자 정의 영역 | 끝소리         |     | U+F8F1   | &#63729; |
| 반각                  | 반각           | (없음) | (없음)   | (없음)   |